# Jaroslaus Schaller
Josef Franz Jaroslaus Schaller (tschechisch Josef František Jaroslav Schaller; * 6. März 1738 in Konopischt (Konopiště) bei Beneschau; † 6. Januar 1809 in Prag) war ein böhmischer Piarist, Historiker und Topograph.

## Leben
Jaroslaus Schaller trat 1753 trat in den Orden der Piaristen ein, absolvierte anschließend ein Studium der Theologie, war gleichzeitig Volksschullehrer in Prag und Kosmanos und von 1766 bis 1772 Erzieher und Lehrer bei der Familie des Franz Anton Nostitz-Rieneck. Danach arbeitete er als Lehrer der Poesie und Rhetorik in Niklasburg in Südmähren und war ab 1775 bis zu seinem Lebensende wieder Hauslehrer bei der Familie Nostitz in Prag. Er pflegte enge Beziehungen zu böhmischen Gelehrten seiner Zeit, u. a. zu Franz Martin Pelzl, Josef Dobrovský und Gelasius Dobner.
Jaroslaus Schaller ist der Begründer der geographischen Statistik in Böhmen. In seinen topographischen Studien verwertete er das von den Behörden erhobene statistische Material. Seine 16-bändige Topographie von Böhmen bildete die Grundlage aller nachfolgenden Facharbeiten dieser Art und ist auch heute noch eine wichtige historische Quelle.
Als Priester wirkte er an der Kirche St. Joseph in Prag und im Piaristenorden. Zudem war er erzbischöflicher Notarius publicus, Ehrenmitglied der Gesellschaft Naturforschender Freunde zu Berlin und der Leopoldina in Halle, sowie wirkliches Mitglied der „Gelehrten Gesellschaft“ in Jena.

## Schriften
- Topographie des Königreichs Böhmen. 16 Bände. 1785–1791, mit einem Universal-Register, Prag und Wien (Digitalisat).
- Beschreibung der Königlichen Haupt und Residenzstadt Prag sammt allen darinn befindlichen sehenswürdigen Merkwürdigkeiten. 4 Bände. Gerzabeck, Prag 1794–1797 (Digitalisat).
- Kurzgefaßte Geschichte der k.k. Bücherzensur und Revision im Königreiche Böhmen. Gerzabeck, Prag 1796.
- Kurzgefaßte Beschreibung der königl. Haupt- und Residenzstadt Prag. Widtmann, Prag 1798; neue, durchaus umgearbeitete und sehr vermehrte Auflage [1817] (Digitalisat).
- Kurze Lebensbeschreibungen jener verstorbenen Gelehrten Männer aus dem Orden der Frommen Schule, die sich durch ihr Talent und besondere Verdienste um die Litteratur und Wissenschaften von der Errichtung dieses Institutes bis auf gegenwärtige Zeiten vorzüglich ausgezeichnet haben. Gerzabeck, Prag 1799 (Digitalisat).
- Neuverfertigtes Catastrum des Königreichs Böhmen. Widtmann, Prag [1803] (Digitalisat).
- Gedanken über die Ordensverfassung der Piaristen und ihre Lehrart. Haase, Prag 1805.